# Lucasioides mazzarellii
Lucasioides mazzarellii är en kräftdjursart som först beskrevs av Arcangeli1927.  Lucasioides mazzarellii ingår i släktet Lucasioides och familjen Trachelipodidae. Inga underarter finns listade i Catalogue of Life.